# Азійський опціон
Азійський опціон (англ. Asian option) — різновид опціону, при якій ціна виконання визначається на основі середньої вартості базового активу за певний період часу. Азійський опціон ще називають опціоном середньої ціни або среднекурсовим опціоном. Як правило, такі опціони укладаються на товари, біржові індекси, курси валют і відсотки ставки. Азійські опціони популярні на ринках з високою волатильністю базових активів (нафта, кольорові метали та ін.).
Азійський опціон належить до так званих екзотичних опціонів і є їх різновидом.
За середнім курсом базису можна легко визначити внутрішньо вартість цих опціонів. Це зручніше, ніж по дискретному значенню ціни, а встановлений термін виконання.
Перевагою азійських опціонів є зменшення ризику ринкових маніпуляцій з базовим активом. Ще одна перевага азійських опціонів передбачає відносну вартість азійських опціонів у порівнянні з європейськими чи американськими опціонами. Через усереднення ознак азійський опціон зменшує волатильність притаманну опціонам. Саме тому азійські опціони є, як правило, дешевшими ніж американські або європейські.
Що стосується середніх курсів, то вона визначається абсолютно індивідуально для різних варіантів азійських опціонів.
На початок розрахунку по них визначається значення поточних цін базису за минулий тиждень, до яких то датам місяця, за квартал. Так само ці всі ціни фіксуються і, виходячи з цього, відбувається розрахунок середнього курсу.
Як прийнято середня вартість розраховується відразу для всього терміну дії даного опціону. Так само може і розраховуватися з якоїсь частини цього терміну по, отже, закріпленим поточним касовим цінами базису.
Фахівці використовують при розрахунку середньої ціни спеціальні формули арифметичної і геометричної середньої. Якщо, ви пам'ятаєте, те, що коли всі взяті в розрахунок числа рівні, то як правило, середнє арифметичне і середнє геометричне рівні між собою.
Азійський опціон необхідний для забезпечення збереження внутрішньої вартості, яка має своє місце на час до виконання опціону. Так само азійський опціон просто незамінний і необхідний у момент виконання опціонів, якщо складається безгрошова ситуація. Його роль — це згладжування коливань цін протягом всього опціонного періоду. Ціна, яка називається середньої, лінійно змінюється з мінливими коливаннями цін. Але азійський опціон поступається в силах європейського, особливо при стійкому тренді опціону від зразкової ситуації в грошах і без фінансів. До змін в розрахунках легко може привести зміна вартості базису. Ці зміни відіб'ються і на вартості опціону і його показників.

## Історія походження
У 1980 Марк Стендіш з лондонського відділення американського банку Bankers Trust працював з похідними фінансовими документами з фіксованим дохідністю і власною арбітражною торгівлей. Девід Шаугхтом, працював системним аналітиком фінансових ринків з Bankers Trust з 1984 року, коли Банк Англії вперше дав ліцензії банкам, щоб випустити валютні опціони на лондонському ринку. У 1987 Стендіш і Шаугмен були в Токіо з діловим візитом, коли «вони розробили першу формулу ціни для опціонів, пов'язаних із середньою ціною сирої нафти.». Вони називали це екзотичним опціоном, а «азійським опціон» тому, що вони були в Азії на той момент.

## Особливості
Особливістю опціонів даного типу є те, що ціна виконання (страйк) невідома на момент укладення контракту. Вказується тільки спосіб визначень ціни за значеннями ціни спот за певний період, в тому числі і по майбутнім значенням. Можливі такі варіанти:
- Ціна страйк дорівнює максимальному значенню ціни спот за час дії опціону.
- Ціна страйк дорівнює мінімальному значенню ціни спот за час дії опціону.
- Ціна страйк визначається як середнє значення ціни спот в зазначені моменти часу.

У цьому випадку вказуються дати, що беруть участь у формуванні середнього значення, а також спосіб підрахунку середнього значення.
Опціон, у якого ціна страйку вказується на момент укладення контракту, але замість ціни спот на момент виконання використовується середнє значення ціни спот за певний період, також називається азійським

## Основні варіанти азійських опціонів
Фіксована ціна виконання (також відома як «середня ставка»), продаж:
{\displaystyle P(T)={\text{max}}\left(A(0,T)-K,0\right),}
де А позначає середнє, а К — ціна виконання.
Еквівалент вартості пут опціону вираховується за формулою:
{\displaystyle P(T)={\text{max}}\left(K-A(0,T),0\right).}
Змінна ціна виконання (вона і є плаваючою ставкою) при продажі азійського опціону:
{\displaystyle P(T)={\text{max}}\left(S(T)-kA(0,T),0\right),}
де k — це коефіцієнт зважування, зазвчай 1 виключається з опису. Еквівалент вартості пут опціону вираховується за формулою:
{\displaystyle P(T)={\text{max}}\left(kA(0,T)-S(T),0\right).}

## Типи усереднення
Середнє {\displaystyle A} можна обчислити різними способами. Традиційно, говорять про середнє арифметичне. У випадку неперервних величин середнє арифметичне обчислюють за формулою
{\displaystyle A(0,T)={\frac {1}{T}}\int _{0}^{T}S(t)dt.}
У випадку дискретних спостережень (коли стостереження здійснюються в певні моменти часу {\displaystyle t_{1},t_{2},\dots ,t_{n}}) середнє арифметичне занаходимо як
{\displaystyle A(0,T)={\frac {1}{N}}\sum _{i=1}^{N}S(t_{i}).}
Також існують азійські опціони з середнім геометричним; у випадку неперервних величин середнє задається як
{\displaystyle A(0,T)=\exp \left({\frac {1}{T}}\int _{0}^{T}\ln(S(t))dt\right).}

## Ціноутворення азійських опціонів
Обговорення проблем ціноутворення азійських опціонів за допомогою методів Монте-Карло наведено у роботах Кемна і Форста. [3] У курсі інтегрального підходу до оцінки опціонів проблема для середнього геометричного може бути вирішена за допомогою ефективного класичного потенціалу Фейнмана і Kleinert.
Роджерс і Ши вирішити проблему ціноутворення за допомогою підходу з використанням диференціальних рівнянь з частинними похідними ( PDE approach).
Модель дисперсії гамма може бути ефективно реалізована при ціноутворення азійських опціонів. Тоді, використовуючи геометричне зображення серії Bondesson для створення процесу дисперсії, можна побачити, що гамма показує підвищення продуктивністі при ціноутворенні цього типу опціону.
У моделях Леві проблема ціноутворення азійських опціонів може бути вирішена геометрично. Для арифметики Азійських опціонів у моделях Леві можна покладатись на числові методи або на аналітичні напрямки.